# Ken Keyworth
Ken Keyworth (Rotherham, 24 febbraio 1934 – 7 gennaio 2000) è stato un calciatore inglese, di ruolo attaccante.

## Carriera
Con il Leicester ha vinto una English Football League Cup nel 1964 ed è arrivato due volte in finale di FA Cup (1961, 1963).

## Palmarès

### Club

#### Competizioni nazionali
- Coppa di Lega inglese: 1

Leicester City: 1963-1964